# Лазающие саламандры
Лазающие саламандры (лат. Aneides) — род хвостатых земноводных из семейства безлёгочных саламандр. Насчитывает 8 видов.
Общая длина представителей этого рода колеблется от 7 до 19 см. Голова среднего размера. Глаза немного выпуклые с круглыми зрачками. Туловище несколько уплощенное. Конечности мощные с перепонками. Хвост довольно длинный. Окраска сероватая, коричневатая, зелёная, чёрная, часто со светлыми крапинками или точечками.
Любят лесистую и горную местность. Довольно подвижные и быстрые земноводные. Днём часто прячутся в расщелинах, среди камней, дуплах деревьев. Хорошо лазают по деревьям и другим вертикальным поверхностям. Питаются преимущественно различными беспозвоночными.
Яйцекладущие земноводные. Самки откладывают до 40 яиц.
Обитают в Канаде, США и Мексике.

## Виды
- Зелёная саламандра (Aneides aeneus)
- Дымчатая саламандра (Aneides ferreus)
- Рябая саламандра (Aneides flavipunctatus)
- Зубатая саламандра (Aneides hardii)
- Древесная саламандра (Aneides lugubris)